# Cryptoclididae
Cryptoclididae là một họ plesiosaurs có kích thước trung bình tồn tại từ giữa kỷ Jura tới đầu kỷ Phấn Trắng. Năm 2010, Kaiwhekea được chuyển sang Leptocleididae còn Aristonectes được chuyển sang Elasmosauridae.

## Đặc điểm

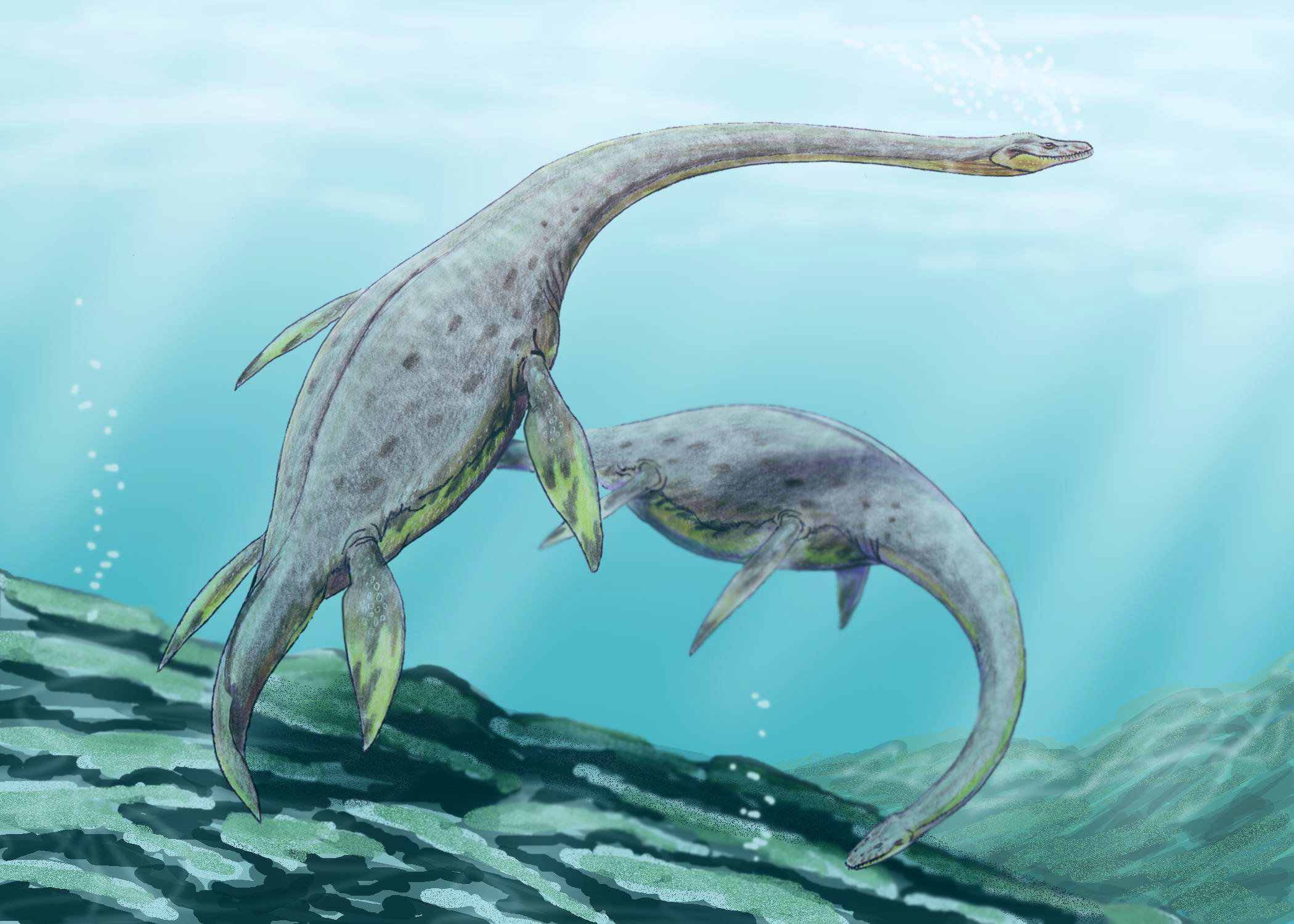
Một cặp Muraenosaurus leedsi

Chúng có cái cổ dài, hộp sọ rộng và ngắn và răng dày đặc. Chúng chủ yếu ăn động vật thân mềm, cá nhỏ và một số động vật giáp xác.
Cây phát sinh loài của Ketchum và Benson (2010): 
|  | Muraenosaurus |
|  |               |
|  | Tricleidus    |
|  |               |

|  | Cryptoclidus  |
|  |               |
|  | Kimmerosaurus |
|  |               |

|  | Muraenosaurus |
|  |               |
|  | Tricleidus    |
|  |               |

|  | Cryptoclidus  |
|  |               |
|  | Kimmerosaurus |
|  |               |

## Văn hóa

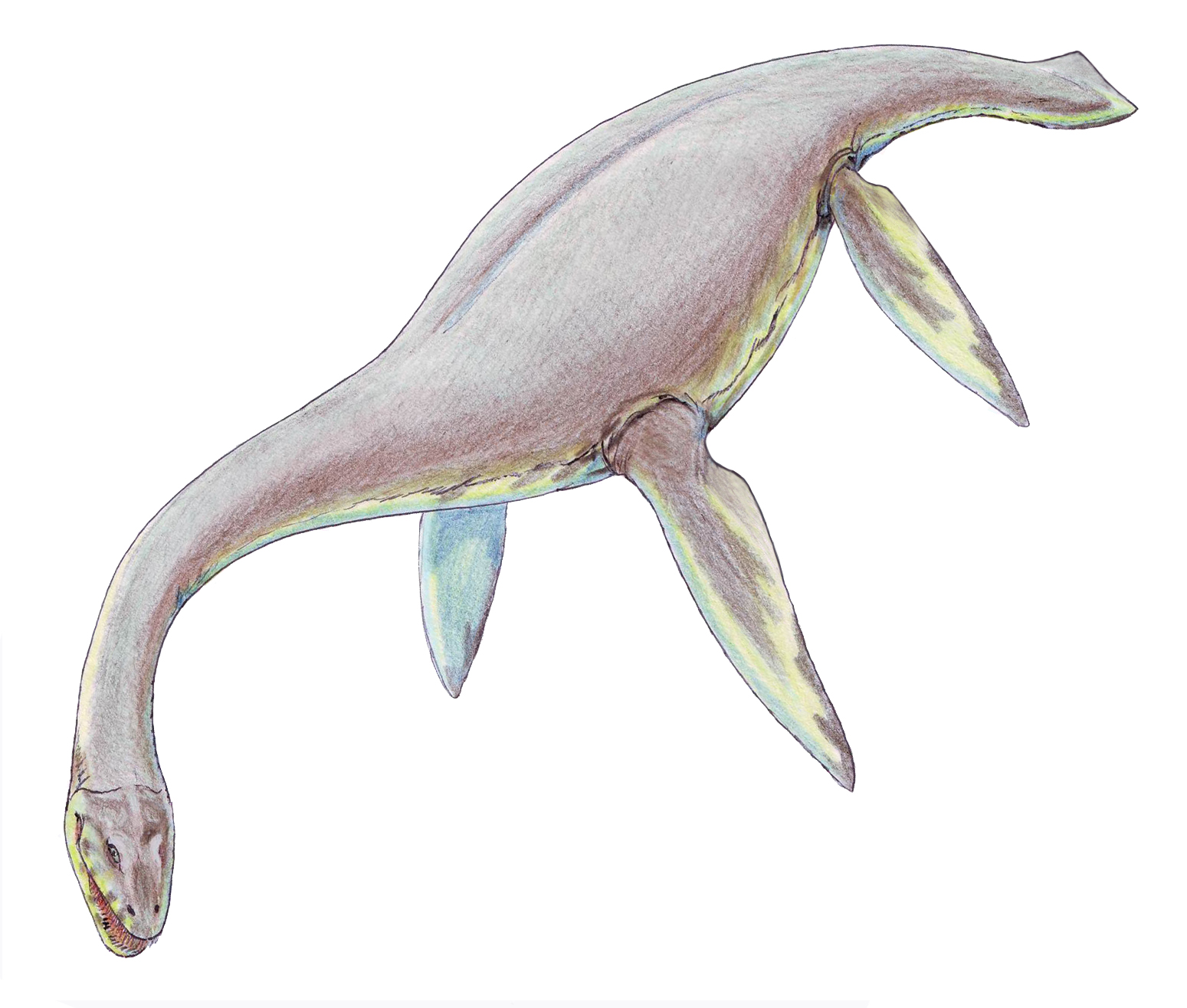
Cryptoclidus oxonensis

Chi Cryptoclidus đã từng xuất hiện trên kênh BBC trong series Walking with Dinosaurs.